# Altes Zuchthaus (Brandenburg an der Havel)

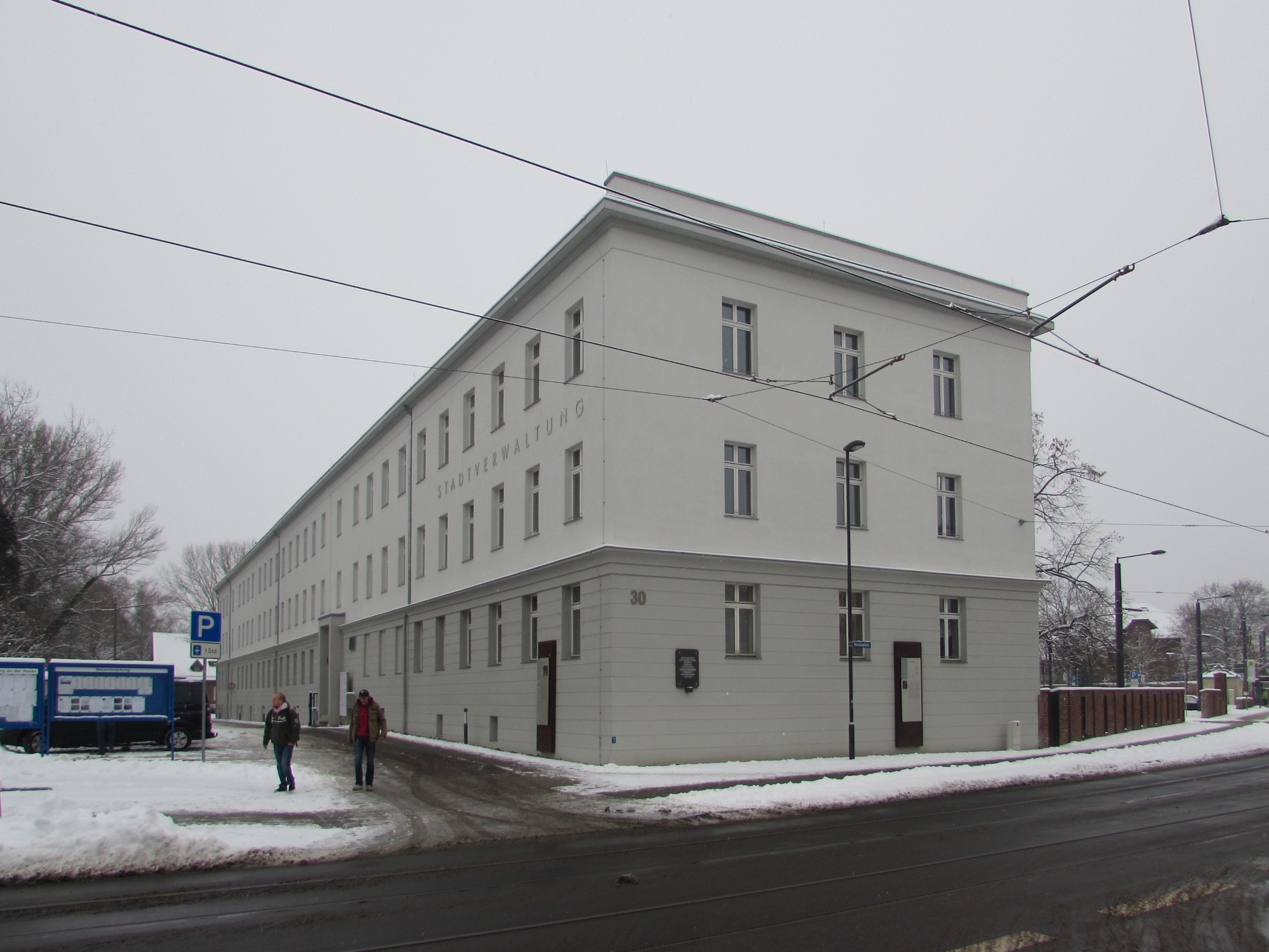
Ehemaliges Hauptgebäude des Zuchthauses, seit den 1950er Jahren Sitz der Stadtverwaltung (2014)

Das Alte Zuchthaus in Brandenburg an der Havel hat eine wechselvolle Geschichte als Armenhaus, Gefängnis, KZ und Tötungsanstalt. Auf dem Gelände und in den Gebäuden sind Teile der Brandenburger Stadtverwaltung und die Gedenkstätte für die Opfer der Euthanasie-Morde untergebracht. Die Anschrift lautete früher Neuendorfer Straße 90, die heutige Adresse ist Nicolaiplatz 28 beziehungsweise 30.

## Geschichte

### Zuchthaus

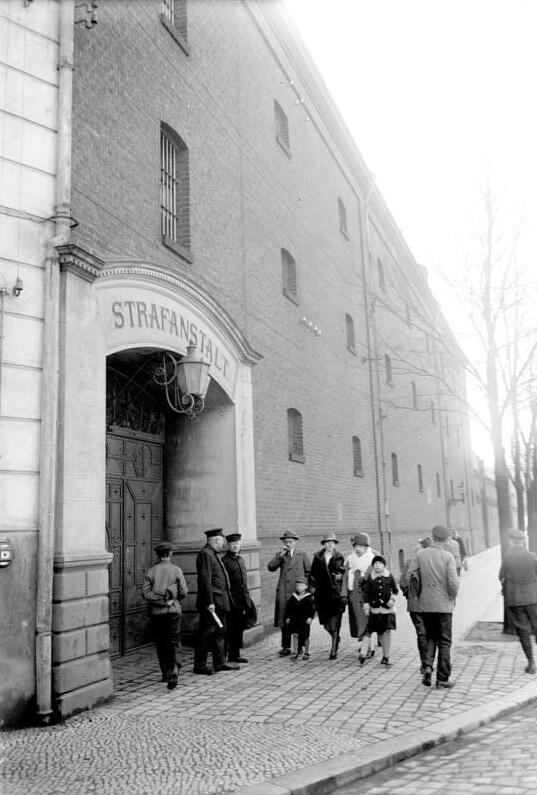
Der Haupteingang des Alten Zuchthauses in der Neuendorfer Straße (1928)

Die ältesten Gebäude des ehemaligen Zuchthauses stammen aus dem Jahr 1790. Zu diesem Zeitpunkt wurde der Bau des Königlichen Landarmen- und Invalidenhauses vor den Toren der Stadt auf dem Gelände des Saldrischen Schulgartens, hinter dem Syndikatsgraben, begonnen. Dort sollten 100 „invalide“ Soldaten mit Familie und 300 verarmte Bürger aus der Mark Brandenburg kostenloses Obdach finden. Das Gelände bis zur Unterhavel diente als Garten zur Selbstversorgung. Von 1810 bis 1820 wurden dort auch Gefangene aus der Zitadelle Spandau untergebracht. 1820 wurde es zu einer preußischen Strafanstalt umgebaut und das Gelände mit einer hohen Ziegelmauer umfasst. 1896–1898 erfolgte eine umfassende Erweiterung mit Umbau des Hauptgebäudes. 1920 und 1923 kam es wegen Kürzungen der Verpflegungsrationen zu Revolten der Gefängnisinsassen, sie wurden blutig niedergeschlagen. Die Haftanstalt war zu dieser Zeit mit bis zu 700 Insassen bei einer Planbelegungsstärke von 200–300 erheblich überbelegt. Teilweise waren mehr als die Hälfte der Insassen verurteilte Teilnehmer der Arbeiteraufstände 1919/1920. Aufgrund katastrophaler hygienischer Zustände wurde 1931 ein neues Zuchthaus im Stadtteil Görden gebaut und die alte Strafanstalt zunächst geschlossen.

### Nutzung als Konzentrationslager 1933–1934
Das Zuchthaus wurde von August 1933 bis Februar 1934 als eines der sogenannten „frühen Konzentrationslager“ genutzt.
Die Brandenburger Polizeiverwaltung schlug dem Potsdamer Regierungspräsidenten Ernst Fromm am 26. Mai 1933 die Errichtung eines Konzentrationslagers im alten Zuchthaus vor, da im neuen Zuchthaus, welches eine maximale Kapazität von 600 Häftlingen hatte, innerhalb weniger Tage 150 bis 200 Personen inhaftiert worden waren und somit Überfüllung drohte.

Rückseite eines Briefes aus dem KZ Brandenburg mit Stempel Lagerkommandant

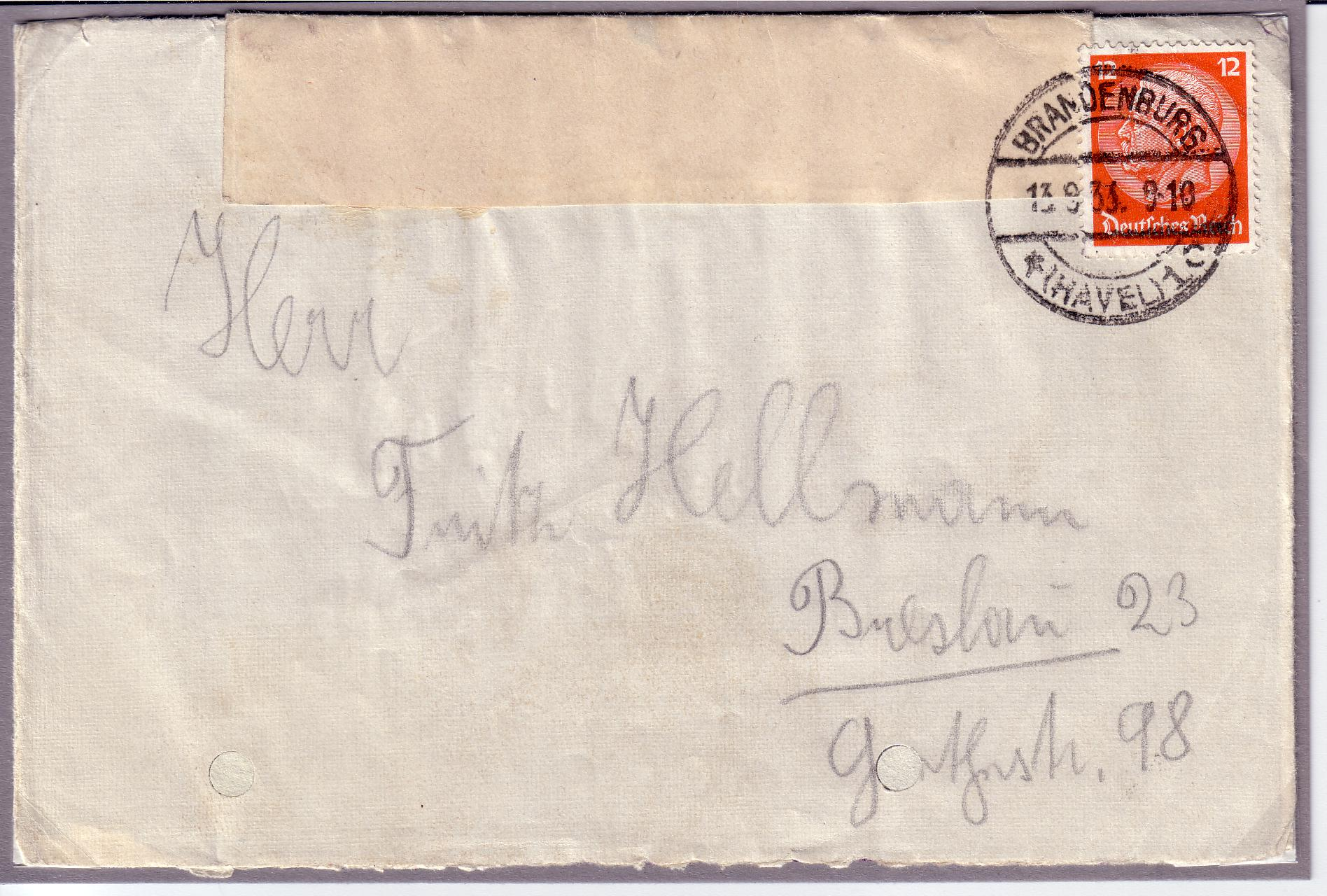
Brief der Lagerkommandantur aus dem KZ Brandenburg

Im August 1933 wurde das KZ von der Polizeischule Brandenburg eingerichtet, deren Direktor es nominell auch unterstand. Am 15. August wurde vom KZ Oranienburg eine Lagerordnung und Dienstvorschriften für das Wachpersonal angefordert. Der Brandenburger Magistrat stimmte dem Aufbau des KZ am 16. August unter dem Vorbehalt zu, dass es sich um eine temporäre Lösung handeln solle. Die Bewachung wurde der SS übertragen, deren Mannschaft von dem Hauptsturmführer Fritz Tank kommandiert wurde. Dieser war faktisch auch Kommandant des Lagers, da ihm vom Direktor der Polizeischule freie Hand gelassen wurde.
Am 24. August 1933 traf ein erster Transport von 90 Häftlingen im KZ Brandenburg ein. In den folgenden Wochen erhöhte sich die Belegungsstärke auf 1000 bis 1200 Gefangene. Im Rahmen der Zentralisierungsbestrebungen zur Vereinheitlichung des Konzentrationslagerwesens in Preußen wurde das KZ Brandenburg per Erlass Ludwig Grauerts vom 14. Oktober 1933 neben dem KZ Lichtenburg, dem KZ Papenburg und dem KZ Sonnenburg als staatliches Konzentrationslager anerkannt.
Die Lebensbedingungen der Häftlinge waren durch katastrophale sanitäre Zustände (die ja zur Schließung als Gefängnis geführt hatten), Schikanen und Misshandlungen durch das Wachpersonal geprägt. Mindestens drei Häftlinge (die kommunistische Stadtverordnete Gertrud Piter sowie die Kommunisten Otto Ganzer und Georg Ziersch) wurden zu Tode gefoltert.
Zu Weihnachten 1933 wurden zwischen 300 und 500 Häftlinge entlassen, am 31. Januar 1934 wurde das KZ aufgelöst und die verbliebenen Häftlinge in die Konzentrationslager Lichtenburg, Papenburg und Oranienburg verlegt. Die letzten Transporte verließen das KZ Brandenburg am 2. Februar 1934.

#### Bekannte Häftlinge
- Kurt Hiller (1885–1972), Schriftsteller und Publizist
- Werner Hirsch (1899–1941), kommunistischer Funktionär und Sekretär Ernst Thälmanns
- Siegbert Kahn (1909–1976), kommunistischer Funktionär, später Direktor des Deutschen Wirtschaftsinstituts der DDR
- Ferdinand Kobitzki (1890–1944), deutscher Gewerkschaftsführer
- Hans Litten (1903–1938), Rechtsanwalt
- Bruno Lösche (1898–1963), Politiker (SPD)
- Erich Mühsam (1878–1934), Schriftsteller
- Theodor Neubauer (1890–1945), Reichstagsabgeordneter (KPD)
- Fritz Ohlig (1902–1971), Politiker und späterer Abgeordneter des Bundestages (SPD)
- Gertrud Piter (1899–1933), einzige Stadtverordnete der KPD in der Stadtverordnetenversammlung Brandenburg/H.
- Karl Plättner (1893–1945), Kommunist und Autor
- Magnus Poser (1907–1944), Kommunist und Widerstandskämpfer gegen das NS-Regime.
- Georg Wendt (1889–1948), Reichstagsabgeordneter (SPD)

### Nutzung als Tötungsanstalt 1939–1940

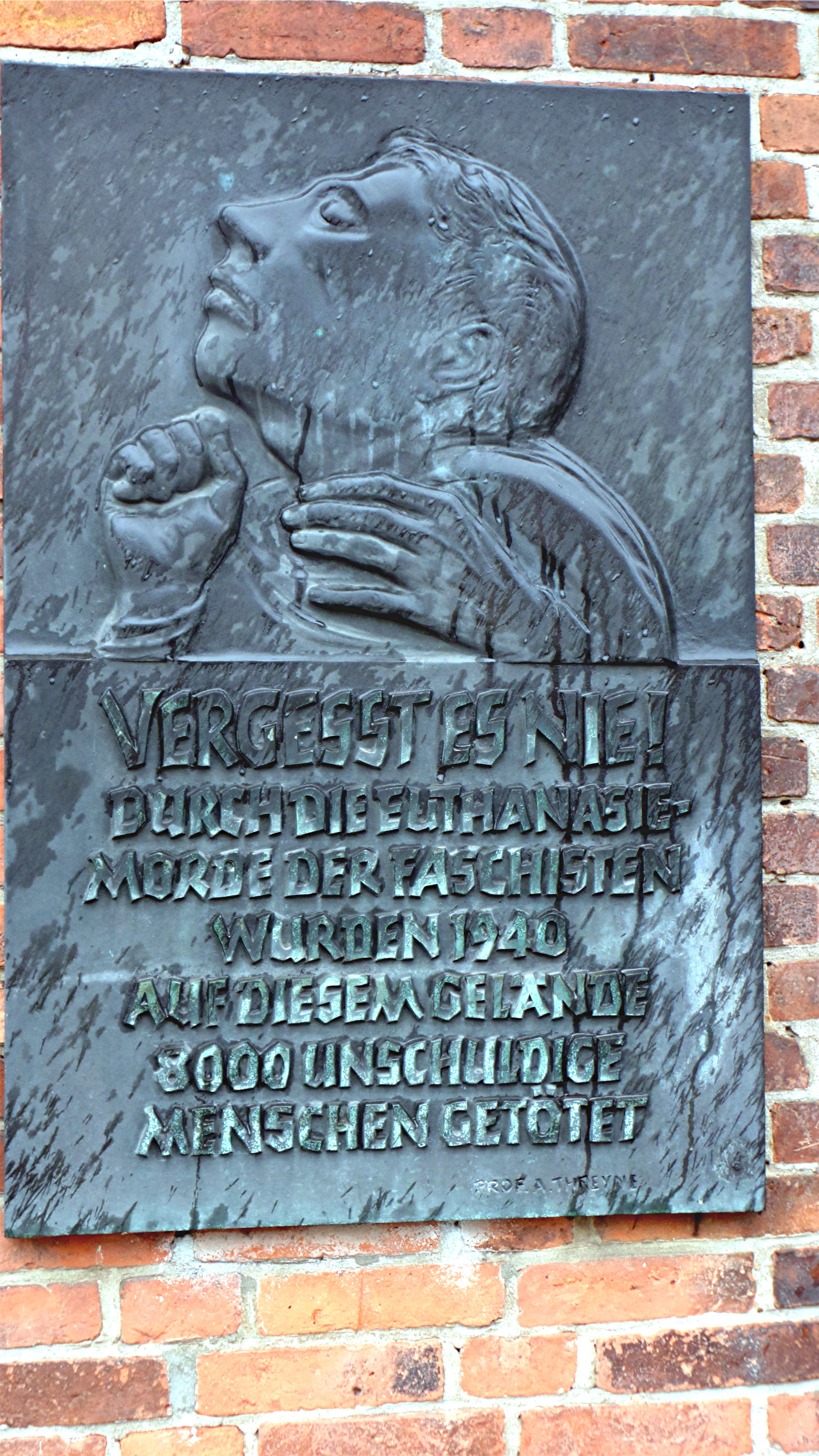
Gedenktafel von Franz Andreas Threyne

Die Tötungsanstalt Brandenburg (die eigentliche Funktion verschleiernd amtlich als „Landes-Pflegeanstalt Brandenburg a. H.“ bezeichnet) wurde als zweite Anstalt nach Grafeneck als „Euthanasie“-Anstalt der Aktion T4 eingerichtet.
Bereits im Januar 1940 war die Tötung von Menschen durch Kohlenstoffmonoxid in Brandenburg a. d. Havel erprobt worden. Unter den fünfzehn Beobachtern dieser „Probevergasung“ befanden sich fast die gesamte Leitungsebene der T4-Zentrale (u. a. Philipp Bouhler und Karl Brandt), Verbindungsmänner zum Reichsministerium des Inneren, Mitarbeiter des Kriminaltechnischen Instituts, der Reichsgesundheitsführer Leonardo Conti und Irmfried Eberl, der spätere Leiter der Tötungsanstalt.
Ab Februar begann die planmäßige Tötung. Bis zum Oktober 1940 wurden mehr als 9000 psychisch Kranke und geistig Behinderte aus Nord- und Mitteldeutschland in der Gaskammer ermordet. Die Gaskammern waren als Duschen getarnt. Unter den Opfern befanden sich auch Kinder und jüdische Patienten. Ein bekanntes Opfer ist der Architekt und Maler Paul Goesch.
Als Todesursache wurde stets, wie bei allen Tötungseinrichtungen, verschleiert eine „natürliche Todesursache“ auf dem Totenschein angegeben. Auch in Brandenburg gab es ein eigenes Sonderstandesamt Brandenburg II auf dem Gelände, welches für die Ausstellung der fingierten Todesbescheinigungen zuständig war.
Die Opfer waren zuvor in Heil- und Pflegeanstalten „zusammengezogen“ worden. Von dort waren zum Beispiel am 27. September 1940 158 Juden aus Norddeutschland von Wunstorf nach Brandenburg deportiert worden. Sie waren zur vorgeblichen „Verlegung“ in die „Irrenanstalt Chełm“ in Cholm bei Lublin vorgesehen. Dieser Ort existiert, die Anstalt wurde aber bereits im Januar 1940, nach Ermordung aller Insassen durch die SS, geschlossen.
Die Verbrennungsöfen zur Beseitigung der Leichen befanden sich zunächst auf dem Gelände der Anstalt. Auf dem großflächig abgesperrten, alleinstehenden Gehöft (Immenhof) bei Paterdamm (südöstlich der Stadt) wurden ab Juli 1940 fahrbare Verbrennungsöfen installiert. Von den Öfen sind keine Spuren übrig. Heute erinnert dort eine kleine Gedenktafel an die Geschichte des Ortes.
Im Oktober 1940 wurde die Brandenburger Anstalt mit dem gesamten Personal in die neu eingerichtete Tötungsanstalt Bernburg verlegt.
Von der Anstaltsscheune, die als Gaskammer verwendet wurde, ist nur noch die Rückwand erhalten, die heute den südwestlichen Abschluss des Geländes darstellt. 1963 wurde eine Gedenktafel aus Bronze, von Franz Andreas Threyne gestaltet, eingeweiht. Sie ist an einer Mauer angebracht, die jetzt das Gelände zum Nicolaiplatz hin abschließt.

#### Opferzahlen
Nach einer Ende 1942 verfertigten und 1945 aufgefundenen Aufstellung, der sogenannten Hartheimer Statistik, wurden in der Tötungsanstalt Brandenburg im Jahre 1940 insgesamt 9.772 Menschen ermordet.
| 1940 | Jan.      | Feb. | März | April | Mai | Juni | Juli | Aug. | Sept. | Okt. | Summe     |
| ---- | --------- | ---- | ---- | ----- | --- | ---- | ---- | ---- | ----- | ---- | --------- |
|      | 18 bis 20 | 105  | 495  | 477   | 974 | 1431 | 1529 | 1419 | 1382  | 1177 | über 9000 |

Diese Statistik umfasst lediglich die erste Mordphase der Aktion T4, die auf eine Anordnung Hitlers hin mit dem Datum 24. August 1941 abgeschlossen wurde.

#### Tötungsärzte
Die T4-Organisatoren Viktor Brack und Werner Heyde ordneten an, dass die Tötung der Kranken ausschließlich durch das ärztliche Personal erfolgen durfte, da sich das Ermächtigungsschreiben Hitlers vom 1. September 1939 nur auf Ärzte bezog. In den Tötungsanstalten öffneten in der Regel Ärzte die Ventile der Gasflaschen und stellten anschließend den Tod fest. Allerdings kam es im Laufe der Aktion auch vor, dass bei Abwesenheit der Ärzte oder aus sonstigen Gründen der Gashahn auch vom nichtärztlichen Personal bedient wurde. Alle Ärzte traten im Schriftverkehr nach außen nicht mit ihrem richtigen Namen auf, sondern verwendeten Tarnnamen.
In Brandenburg waren als Tötungsärzte tätig:
- Leiter: Irmfried Eberl („Dr. Schneider“): 1. Februar bis November 1940
- Stellvertreter: Aquilin Ullrich („Dr. Schmitt“): 15. März bis November 1940
- Stellvertreter: Heinrich Bunke („Dr. Rieper“): August bis November 1940
- Ernst Baumhard, Teilnehmer an der ersten „Probevergasung“ im Januar 1940

#### Weitere Beteiligte
- Viktor Brack, Funktionär in der Kanzlei des Führers, Teilnehmer an der ersten „Probevergasung“ im Januar 1940
- August Becker, Spezialist für Gaswagen, Teilnehmer an der ersten „Probevergasung“
- Albert Widmann, Chemiker, Teilnehmer an der ersten „Probevergasung“

### Nachnutzung
Ein Teil der Gebäude wurde im Zweiten Weltkrieg zerstört (Kirche, Lazarettgebäude, Pförtnerhaus, ein Drittel des Haupthauses). Die zerstörten Gebäude wurden 1954 zusammen mit dem sog. Arbeits- und Schlafzellengebäuden abgerissen, an deren Stelle wurden Baracken für die Stadtverwaltung errichtet. In dem erhaltenen Teil des Hauptgebäudes (1954/1955 und 1980er Jahre renoviert und umgebaut) ist die Stadtverwaltung untergebracht. Die ursprüngliche Fassadengliederung wurde entfernt. Im ehemaligen Direktorenhaus (einstöckiges Gebäude mit Satteldach, südöstlich Richtung Havel gelegen, um 1900 errichtet) befindet sich heute eine Kindertagesstätte, in der ehemaligen Werkstatt eine Gedenkstätte.

## Gedenkstätte
Am 17. August 2012 wurde die Gedenkstätte für die Opfer der Euthanasie-Morde in Trägerschaft der Stiftung Brandenburgische Gedenkstätten, als letzte Einrichtung nach den schon bestehenden Erinnerungsorten in den Tötungsanstalten Bernburg, Grafeneck, Hadamar, Hartheim und Pirna-Sonnenstein eröffnet. Auf rund 120 m2 informiert seitdem eine Dauerausstellung im ehemaligen Wirtschaftsgebäude des Zuchthauses über die Vorbereitungen, die Durchführung und die Tatbeteiligten der Ermordung von mehr als 9.000 kranken und behinderten Menschen zwischen Januar und Oktober 1940. Auch die in Brandenburg ermordeten Menschen werden anhand von Fotos und Dokumenten in den Blick genommen. Am ehemaligen Standort der Gaskammer werden weitere Fotos von Opfern in einer Freiluft-Ausstellung gezeigt. Im Zuchthausgebäude selbst nutzen die Gedenkstätten Brandenburg an der Havel, die auch für die Gedenkstätte zur Geschichte des ehemaligen Zuchthauses Brandenburg-Görden zuständig sind, Räume als Archiv, Bibliothek und für die pädagogische Arbeit. Neben Bildungsangeboten für Jugendgruppen, Schulklassen und Auszubildende bietet die Gedenkstätte auch berufsspezifische Studientage und inklusive Führungen von und für Menschen mit Lernschwierigkeiten an. Seit 2022 widmet sich ein partizipatives Ausstellungsprojekt der Erinnerung an den in der Tötungsanstalt ermordeten Künstler Paul Goesch.

### KZ, Tötungsanstalt
- Johannes Tuchel: Konzentrationslager. Organisationsgeschichte und Funktion der„Inspektion der Konzentrationslager“ 1934–1938. Boppard, 1991.
- Volker Bendig: „Von allen Höllen vielleicht die grausamste.“ Das Konzentrationslager in Brandenburg an der Havel 1933–1934. In: Wolfgang Benz, Barbara Distel (Hrsg.): Instrumentarium der Macht. Band 3 der Reihe Frühe Konzentrationslager 1933–1937. Metropol, Berlin 2003, S. 103–109.
- Ernst Klee: „Euthanasie“ im NS-Staat. Die Vernichtung lebensunwerten Lebens. Fischer-Taschenbuch 4326, Frankfurt am Main 1985, ISBN 3-596-24326-2. (Probevergasung, Hungerkost)
- Ernst Klee (Hrsg.): Dokumente zur „Euthanasie“. Fischer-Taschenbuch 4327, Frankfurt am Main 1985, ISBN 3-596-24327-0.
- Astrid Ley: Der Beginn des NS-Krankenmords in Brandenburg an der Havel. In: Zeitschrift für Geschichtswissenschaft, 58, 2010, S. 327.
- Astrid Ley, Annette Hinz-Wessels (Hrsg.): Die Euthanasie-Anstalt Brandenburg an der Havel. Morde an Kranken und Behinderten im Nationalsozialismus. Metropol, Berlin 2012, ISBN 978-3-86331-085-1.
  - In Englisch: The “Euthanasia Institution” of Brandenburg an der Havel. Murder of the ill and handicapped during National Socialism. ISBN 978-3-86331-086-8.
- Ingo Wille: Transport in den Tod – Von Hamburg-Langenhorn in die Tötungsanstalt Brandenburg – Lebensbilder von 136 jüdischen Patientinnen und Patienten, Metropol-Verlag, Berlin 2017, ISBN 978-3-86331-366-1 (PDF-Datei)

Weitere Literaturhinweise siehe Hauptartikel: Die Euthanasiemorde in der NS-Zeit oder Aktion T4

### Baugeschichte
- Harald Bodenschatz, Carsten Seifert: Stadtbaukunst in Brandenburg an der Havel : vom Mittelalter bis zur Gegenwart. Transit, Berlin 1992, DNB 931831695.